# كويزي كاليفورني
كويزي كاليفورني (الاسم العلمي: Cantharellus californicus) هو نوع من الفطريات يتبع جنس الكويزي من فصيلة الكويزية.